# La Moixella (Lladurs)
La Moixella és una masia situada al poble de Lladurs, al municipi del mateix nom, al Solsonès, documentada el segle XV.